# Гиа (остров)
Ги́а или Ги́ха(англ. Gigha, гэльск. Giogha) — остров в Шотландии (Великобритания).

## Географическое положение
Остров находится в архипелаге Внутренних Гебридских островах, на западе Шотландии. Расположен в округе Аргайл-энд-Бьют, в трёх километрах западней полуострова Кинтайр, с которым соединён паромной переправой.

## Население
На острове расположены 3 поселения: Ардминиш, Ардейли и Тарберт, с общей численностью населения в 163 человека (2011).

## Туризм
На острове есть три гостиницы: «Юрта» (Англ. The Yurt), «Гиа люкс» (Англ. Gigha Luxury Self Catering) и «Ахаморский дом» (Англ. Achamore House). Два из отелей находятся в километре от Ардминиша. Лишь один (отель «Юрта») находится в посёлке.

## Достопримечательности
- Ахаморские сады
- Два пляжа (пляжи, которые параллельны друг к другу)
- Ферма по разведению рыб